# Parafia Świętych Polskich Braci Męczenników w Bydgoszczy
Parafia Świętych Polskich Braci Męczenników w Bydgoszczy – rzymskokatolicka parafia w Bydgoszczy w diecezji bydgoskiej. Należy do dekanatu Bydgoszcz IV.

## Duszpasterze
W parafii posługują księża:
- Proboszcz: ks. prał. Józef Kubalewski
- Wikariusze:
  - ks. Mirosław Baniecki
  - ks. Wiesław Hnatejko
  - ks. Krzysztof Kwaśniewicz
  - ks. Wojciech Piskorz

## Historia
Parafia została erygowana 15 sierpnia 1976 roku. W 1977 roku powstał budynek plebanii. 18 grudnia 1982 roku pierwszą mszę w nowej świątyni odprawił kardynał Józef Glemp. 19 października 1984 roku swoją ostatnią mszę odprawił tutaj ksiądz Jerzy Popiełuszko.

## Informacje ogólne
W skład granic administracyjnych parafii wchodzą ulice Bydgoszczy: Augustowska, Białogardzka, Białostocka, ks. Romualda Biniaka, Bławatkowa, Bohaterów Kragujewca, Bohaterów Westerplatte, Bydgoskiego Batalionu Obrony Narodowej, Bytowska, Chabrowa, Człuchowska, Xawerego Dunikowskiego, Generalska, Glinki, Gorzowska, Jelenia, Kąkolowa, Kliniczna, Kombatantów, biskupa Michała Kozala, Ku Wiatrakom, Łomżyńska, Modrakowa, Ks. Jerzego Popiełuszki, Przodowników Pracy, Rysia, Rumiankowa, Sasankowa, Solna, Szara, Szarych Szeregów, Szpitalna, Walecznych, Wojska Polskiego, Zajęcza, Złotowska, 15. Dywizji Piechoty Wielkopolskiej.
Na terenie parafii znajduje się Dom zakonny sióstr urszulanek, który zbudowano w 1986 roku.